# Курт Дінтер
Моріц Курт Дінтер (нім. Moritz Kurt Dinter) (10 червня 1868, Бауцен, Німеччина — 16 грудня 1945, Нойкірх (Лужиця), Німеччина) — німецький ботанік, професор, дослідник сукулентів.

## Наукова діяльність

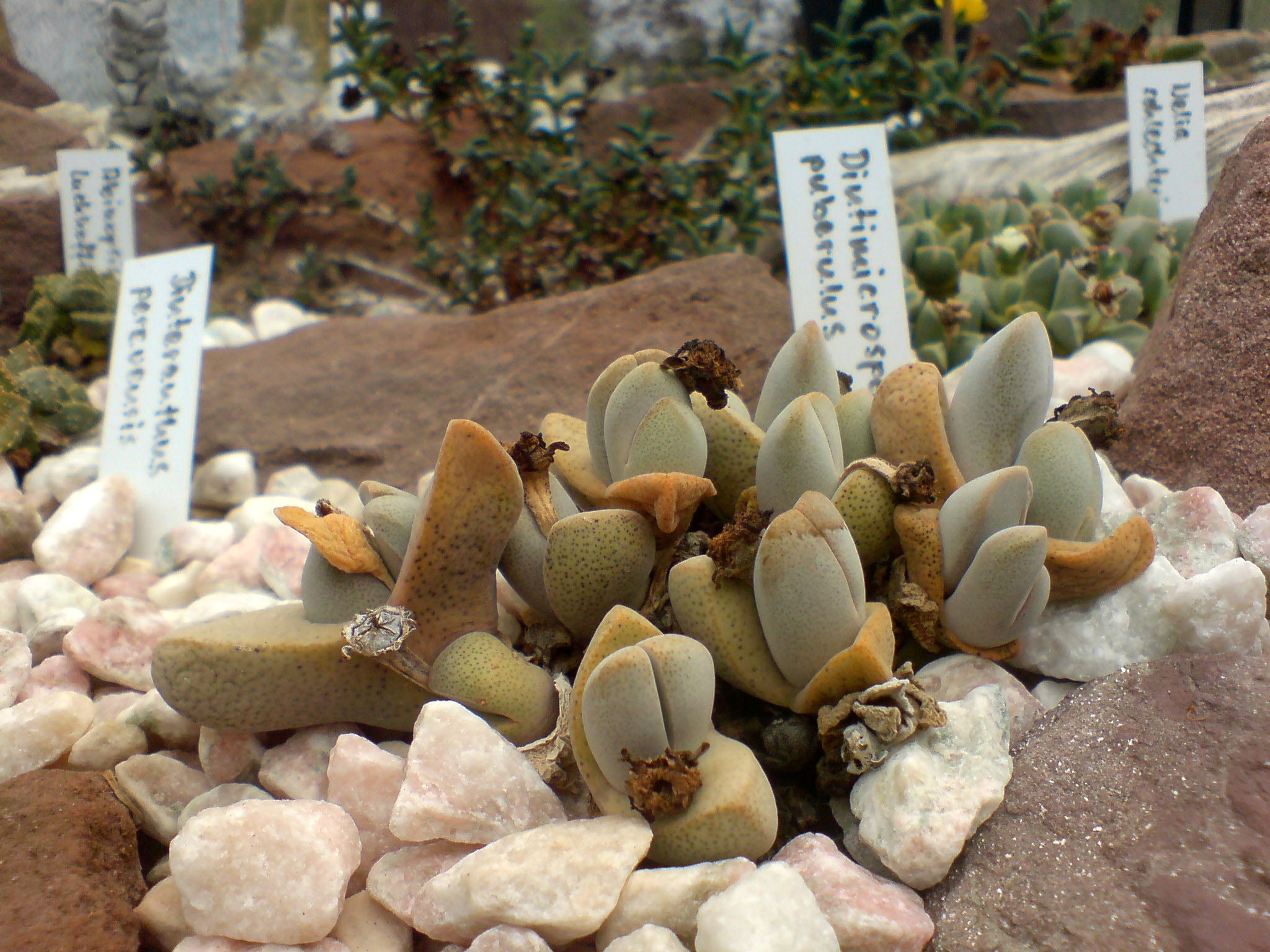
Рід Дінтерантус, названий на честь Курта Дінтера

Працював у ботанічних садах Європи, подорожував по Південно-Західній Африці, відсилав рослини у фірму Хааге в Ерфурт. Його подорожі зайняли загалом 38 років. За цей час він і його дружина Ютта Дінтер (нім. Jutta Dinter) зібрали гігантську колекцію, що містила 8 400 екземплярів різних видів сукулентних рослин.

## Визнання
На честь Дінтера були названі роди Dintera Stapf, Dinteracanthus C.B. ex Schinz, Dinteranthus Schwantes, та види Anacampseros dinteri Schinz, Amaranthus dinteri Schinz, Stapelia dinteri Berger, Trichocaulon dinteri Berger, Vigna dinteri Harms.
На честь його дружини Ютти названий рід Juttadinteria Schwantes та види Cissus juttae Dinter, Hoodia juttae Dinter, Stapelia juttae Dinter.